# Cuzcurrita de Río Tirón
Cuzcurrita de Río Tirón és un municipi de la Rioja, a la regió de la Rioja Alta. És travessat pel riu Tirón assentant-se als peus de la forest El Bolo.

## Història
El document més antic del qual es té constància, data de 1062 i és una Real Cèdula emesa pel monarca Sanç IV de Navarra en la qual cedia diverses cases realengues de Zarratón al noble Garcia Garces. En aquest apareix el topònim "Coscorrita". En 1086, en el relat d'un miracle de Santo Domingo de Silos, és nomenat un natural de Cuzcurrita anomenat Servando. El fur de Miranda de Ebro relacionava a la fi del segle xi, l'existència de "Quosquorrita".
El 15 de novembre de 1367, el monarca Enric II de Castella recompensava a Juan Martínez de Rojas, lliurant-li el Senyoriu de Cuzcurrita amb tots els seus territoris i drets. En el segle xvi, regnant Felip II d'Espanya, Pedro Velasco, novè Senyor de Cuzcurrita, pel seu matrimoni amb Marta de Rojas i Osorio, van fundar maioratge, esculpint les seves armes en la porta d'entrada del castell tal com actualment pot observar-se. Aquest castell va ser construït pels Suárez de Figueroa a la fi del segle xiv o començaments del segle xv. En el segle xix, després de les lleis que van abolir senyorius i mayorazgos, va seguir pertanyent durant uns anys als descendents de la família Velasco-Rojas. Posteriorment es va veure sotmès a successives compres i vendes, fins al 1945 que els seus nous propietaris ho van restaurar i van condicionar per a habitatge. Cuzcurrita, en l'edat mitjana, va ser plaça forta; la vila estava emmurallada, a més de tenir el seu castell extramurs. Pertanyent al partit de Santo Domingo de la Calzada, va formar part de la província de Burgos fins a la creació de la nova província de Logronyo (Reial decret del 30 de novembre de 1833). Un any més tard, dividida la província en nou partits judicials, va quedar inclòs en el d'Haro (Reial decret del 21 d'abril de 1834).